# Alexander Frank Skutch
Alexander F. Skutch est un ornithologue américain, né le 20 mai 1904 à Baltimore et mort le 12 mai 2004.

## Biographie
Il étudie la littérature, l’histoire et la philosophie mais, juste avant d’entrer à l’université Johns-Hopkins, il décide de devenir biologiste sous l’influence de son professeur de botanique, Duncan Starr Johnson (1867-1937). Il l’accompagne durant plusieurs voyages sur la côte du Maine et à la Jamaïque. C’est là qu’il découvre la nature tropicale. Il consacre son sujet de thèse à l’étude de la feuille du bananier.
Après l’obtention de son doctorat en 1928, il consacre plusieurs années à étudier les plantations de bananiers de l’United Fruit à Panama et au Honduras. Mais il s’intéresse alors de plus en plus aux oiseaux. Il consacre son temps à l’étude des mœurs de plusieurs espèces. Il adhère à l’American Ornithologists' Union (AOU) en 1930 où il ne tarde pas à faire paraître son premier article sur le todirostre familier (Todirostrum cinereum (Linnaeus, 1766)) dans The Auk. Étudiant la littérature scientifique à son retour aux États-Unis, il constate l’étendue des connaissances taxinomiques mais aussi la faiblesse des connaissances sur leurs mœurs. Skutch décide alors de consacrer sa vie à l’étude du comportement des oiseaux dans leur milieu naturel, en veillant à ne pas les perturber.
Il passe alors plusieurs années à parcourir l’Amérique centrale, s’arrêtant dans des fermes ou des haciendas où il reçoit le couvert en échange de cours pour les enfants de ses hôtes puis en récoltant des spécimens pour certains herbiers. Il rencontre, à la station biologique de l’île de Barro Colorado, Frank Michler Chapman (1864-1945). Skutch arrive au Costa Rica en 1935. Grâce à l’argent qu’il gagne par la récolte de spécimens botaniques, Skutch peut se retirer, en 1941, dans une ferme, Los Cusingos, dans le sud-ouest du Costa Rica, afin d’être plus proche des oiseaux. Il se marie en 1950 avec Pamela Lankester, fille d’un immigrant britannique, Charles Herbert Lankester (1879-1969), naturaliste passionné par les papillons et les orchidées, fondateur du jardin botanique qui porte aujourd'hui son nom, situé à Cartago, au Costa Rica. Il reçoit la médaille Brewster en 1950.
Le couple, sans enfant, adopte Edwin, un enfant maltraité qui accompagne Skutch dans ses explorations. Skutch est proche d’un courant de pensée hindouiste, l’Ahimsa, qui prône la non-violence et le respect de toute vie animale multicellulaire. Skutch évoquera, dans The Imperative Call (1979), sa philosophie où se mêlent nature et religion.
Il devient membre honoraire en 1979. Il est l’auteur de plus de deux cents publications scientifiques dont vingt livres en ornithologie. À cela s’ajoute, une cinquantaine d’articles et quatre livres sur la philosophie, ainsi que trois autobiographies. Il était une anomalie : cet ornithologue ne travaillait pas pour une institution et n’avait jamais récolté un oiseau de sa vie. Il a fait découvrir le comportement de près de trois cents espèces notamment dans trois volumes de Pacific Coast Avifauna, Parent Birds and their Young (1976), The Life of the Hummingbird (1973), Life Ascending (1986).

## Récompenses
- Loye and Allen Miller Research Award en 2004

## Note
1. ↑  Voir (en) une présentation du jardin botanique.

## Source
- F. Gary Stiles (2005). In Memoriam : Alexander F. Skutch, 1904-2004, The Auk, 122 (2) : 708-710.